# آژیگودی
آژیگودی (به لاتین: Aazhigudi) در هند با جمعیت ۱٬۲۵۰ نفر است که در تامیل نادو واقع شده‌است.